# Mario Gelada
Mario Gelada (1º maggio 1904 – ...) è stato un calciatore italiano, di ruolo attaccante.

## Carriera
Esordisce nel Prato nella stagione 1925-1926, nella quale realizza 10 gol in 17 presenze in Seconda Divisione, la seconda serie dell'epoca; viene riconfermato anche per l'annata 1926-1927, nella quale mette a segno 5 reti in altre 17 presenze nel campionato di Prima Divisione, che a partire da quella stagione costituiva il secondo livello del calcio italiano. Nella stagione 1927-1928 mette invece a segno 2 gol in 11 presenze nel medesimo torneo, mentre nell'annata 1928-1929 esordisce in massima serie, giocando una partita nel campionato di Divisione Nazionale, al termine del quale i lanieri vengono ammessi al nascente campionato di Serie B.
Nella stagione 1929-1930 Gelada gioca quindi nel campionato di seconda serie, nel quale totalizza 29 presenze e 2 reti; rimane al Prato anche in seguito alla retrocessione in Prima Divisione (terza serie): nelle stagioni 1930-1931, 1931-1932 e 1932-1933 viene impiegato con regolarità, collezionando rispettivamente 23, 21 e 21 presenze, segnando rispettivamente 6, 6 e 5 reti. Nella stagione 1933-1934, la sua ultima nel Prato, gioca altre 4 partite nel campionato di Prima Divisione, senza segnare.